# ITA Włoska Agencja Handlu

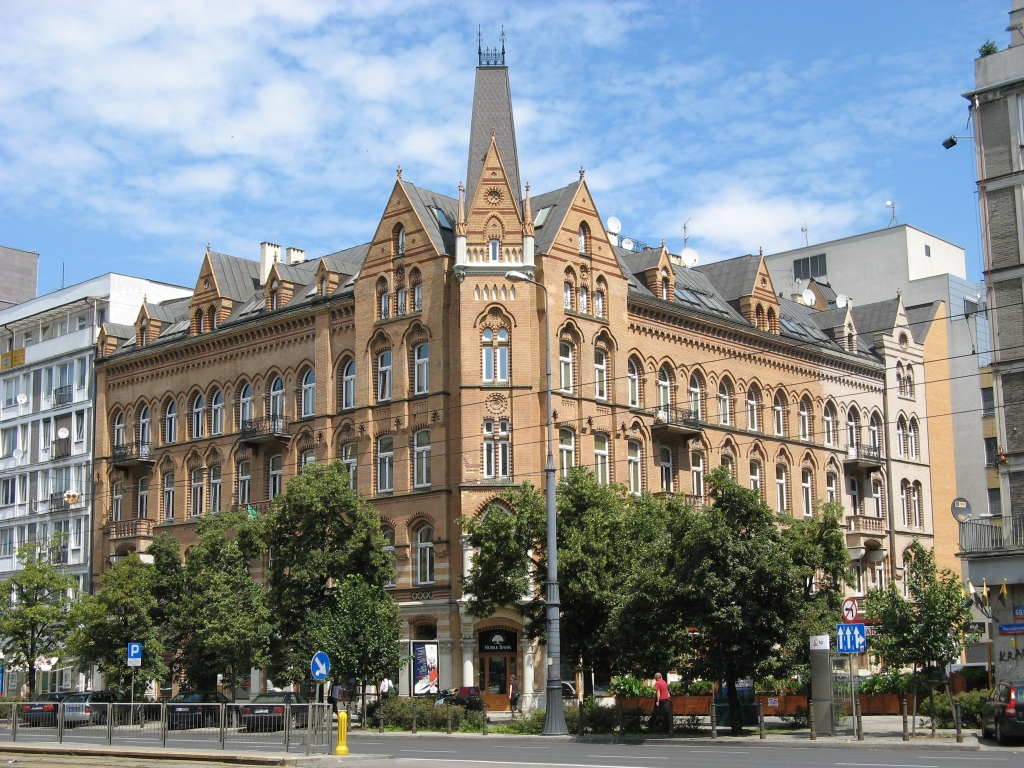
siedziba przedstawicielstwa instytutu w Warszawie w Kamienicy Matiasa Taubenhausa przy ul. Marszałkowskiej (2001-)

ITA Włoska Agencja Handlu (Italian Trade Agency - ITA), jednocześnie używająca nazwy Agencji Promocji Zagranicznej i Internacjonalizacji Przedsiębiorstw Włoskich ICE (ICE-Agenzia per la promozione all’estero e l’internazionalizzazione delle imprese italiane) – wspólna instytucja centralna Ministerstwa Rozwoju Gospodarczego (Ministero dello Sviluppo Economico) oraz Ministerstwa Spraw Zagranicznych i Współpracy Międzynarodowej (Ministero degli Affari Esteri e della Cooperazione Internazionale), która spełnia szereg funkcji w relacjach gospodarczych Włoch z zagranicą, jednocześnie chroniąc najbardziej narażone na rynku małe i średnie przedsiębiorstwa. We współpracy z resortami, rozwija i nadzoruje realizację programu działań promocyjnych, również w zakresie inwestycji. Ściśle współpracuje z poszczególnymi regionami, izbami handlowymi i organizacjami gospodarczymi.

## Historia
Agencja, powstała dekretem królewskim nr 800 w 1926 pod nazwą Narodowego Instytutu Eksportu (Istituto Nazionale per le Esportazioni – INE) w celu wspierania rozwoju eksportu produktów rolnych i przemysłowych. W 1935 instytutowi dodano zadania w zakresie importu, jednocześnie zmieniając mu nazwę na Narodowy Instytut Handlu Zagranicznego (Istituto nazionale per gli Scambi con l'Estero), w 1945 przybrał nazwę Instytutu Handlu Zagranicznego (Istituto nazionale per il Commercio Estero), w 2011 Agencji promocji zagranicznej i internacjonalizacji przedsiębiorstw włoskich ICE (ICE - Agenzia per la promozione all'estero e l'internazionalizzazione delle imprese italiane), od 2013 agencja ICE działa na rzecz włoskiego eksportu i inwestycji, oraz sprzyja inwestycjom zagranicznym we Włoszech.

## Struktura
Siedziba agencji znajduje się w Rzymie, z której koordynowana jest praca 80 biur, w Mediolanie i 65 krajach świata. Działania mają na celu dostarczenie usług i doradztwa, rozwój działań promocyjnych na rzecz poszczególnych przedsiębiorstw i na rzecz państwa włoskiego, dostarczając informacji o kraju, jego możliwościach gospodarczych, konkurencji międzynarodowej i klimacie inwestycyjnym. ITA/ICE wspomaga ekspansję zagraniczną firm włoskich, również poprzez prowadzenie szkoleń na poziomie uniwersyteckim.

## Przedstawicielstwo w Polsce
Od 1959 jest obecna w Warszawie, m.in. przy ul. Koszykowej 4c (1964-1966), ul. Świętokrzyskiej 36 (1990), obecnie w Kamienicy Taubenhausa przy ul. Marszałkowskiej 72 (2001-).

## Źródło
- strona ITA/ICE. ice.gov.it. [zarchiwizowane z tego adresu (2004-03-26)].